# 아이싱

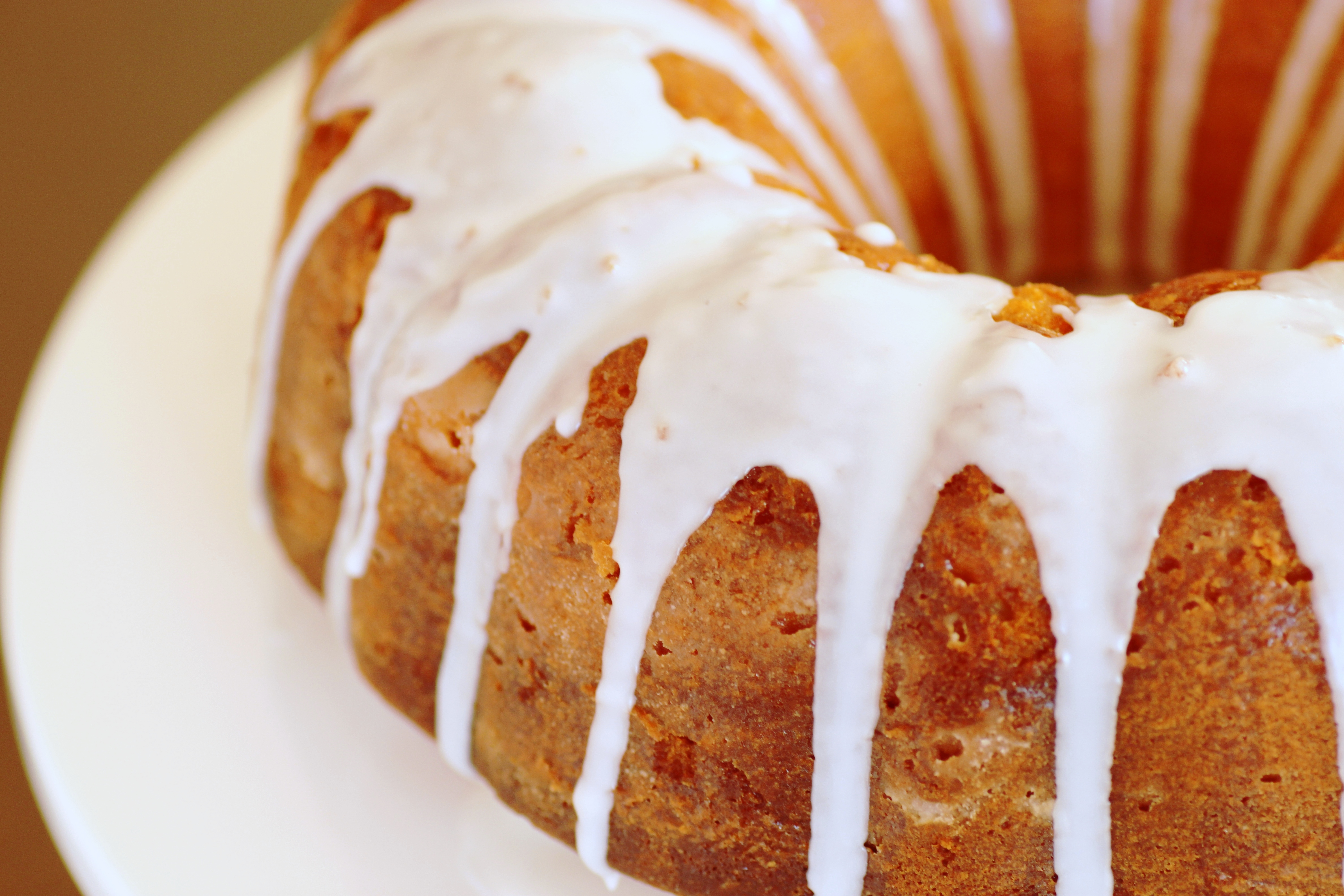
아이싱

아이싱(영어: Icing)은 구운 과자를 덮는 달콤한 크림 형태의 페이스트이다. 미국에서는 프로스팅(frosting)이라고도 한다.
버터, 계란 흰자, 크림 치즈 또는 향료와 같은 성분이 풍부한 물 또는 우유와 같은 액체와 함께 설탕으로 만든 달콤하고 종종 크림 같은 유약이다. 케이크와 같은 구운 제품을 코팅하거나 장식하는 데 사용된다. 케이크 층 사이에 사용되는 경우 필링이라고 한다.
아이싱은 짤주머니를 사용하여 꽃이나 잎과 같은 모양으로 만들 수 있다. 이러한 장식은 생일 및 웨딩 케이크에서 흔히 볼 수 있다. 착빙 혼합물에 식용 염료를 첨가하여 원하는 색상을 얻을 수 있다. 스프링클, 식용 잉크 또는 기타 장식은 종종 아이싱 위에 사용된다.
기본 착빙은 가루 설탕(착빙 설탕 또는 제과용 설탕이라고도 함)과 물을 포함하는 글라세라고 한다. 예를 들어 물 대신 레몬 주스를 사용하여 원하는 대로 맛을 내고 착색할 수 있다.
더 복잡한 아이싱은 지방을 가루 설탕으로 만들고(버터크림처럼), 지방과 설탕을 함께 녹이고, 달걀 흰자위를 사용하고(로열 아이싱처럼), 버터를 머랭에 휘저어 만들 수 있다(이탈리아나 스위스 머랭 버터크림처럼). 그리고 글리세린과 같은 다른 성분을 첨가함으로써(퐁당에서와 같이) 만들 수 있다.
일부 아이싱은 설탕과 크림 치즈 또는 사워 크림의 조합으로 만들거나 간 아몬드(마지팬에서와 같이)를 사용하여 만들 수 있다.
아이싱은 칼이나 주걱과 같은 기구를 사용하거나 이슬비를 뿌리거나 담그거나(글레이즈 참조) 아이싱을 굴려서 케이크 위에 올려 놓을 수 있다. 적용 방법은 주로 사용되는 아이싱의 유형과 질감에 따라 다르다. 아이싱은 케이크의 층 사이에 필링으로 사용하거나 케이크 또는 기타 구운 제품의 외부를 완전히 또는 부분적으로 덮는 데 사용할 수 있다.
미적 기능 외에도 아이싱은 케이크의 풍미를 향상시킬 수 있을 뿐만 아니라 수분을 밀봉하여 보존할 수도 있다.

## 역사
가루 설탕이나 다른 재료로 케이크를 덮는 것은 17세기에 도입되었다. 1655년에 설탕, 달걀, 로즈워터가 포함된 설탕 프로스팅이 처음 기록되었다. 아이싱을 케이크에 바르고 오븐에서 굳혔다. 이러한 의미에서 얼음에 대한 동사의 가장 초기 증명은 1600년경으로, 명사 착빙은 1683년으로 거슬러 올라간다. 프로스팅은 1750년에 처음으로 증명되었다.

## 갤러리

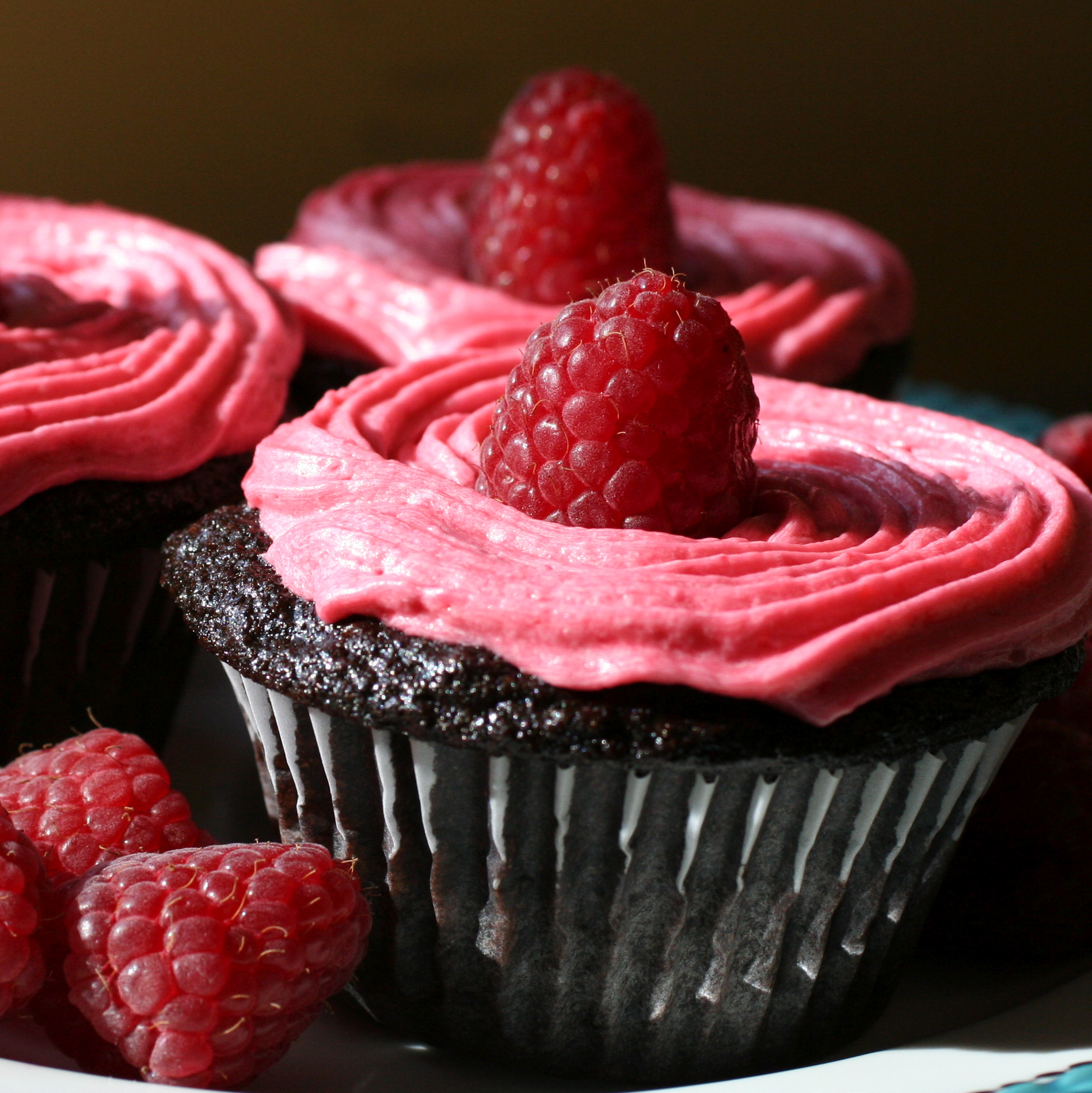
아이싱을 얹은 초콜릿 컵케이크
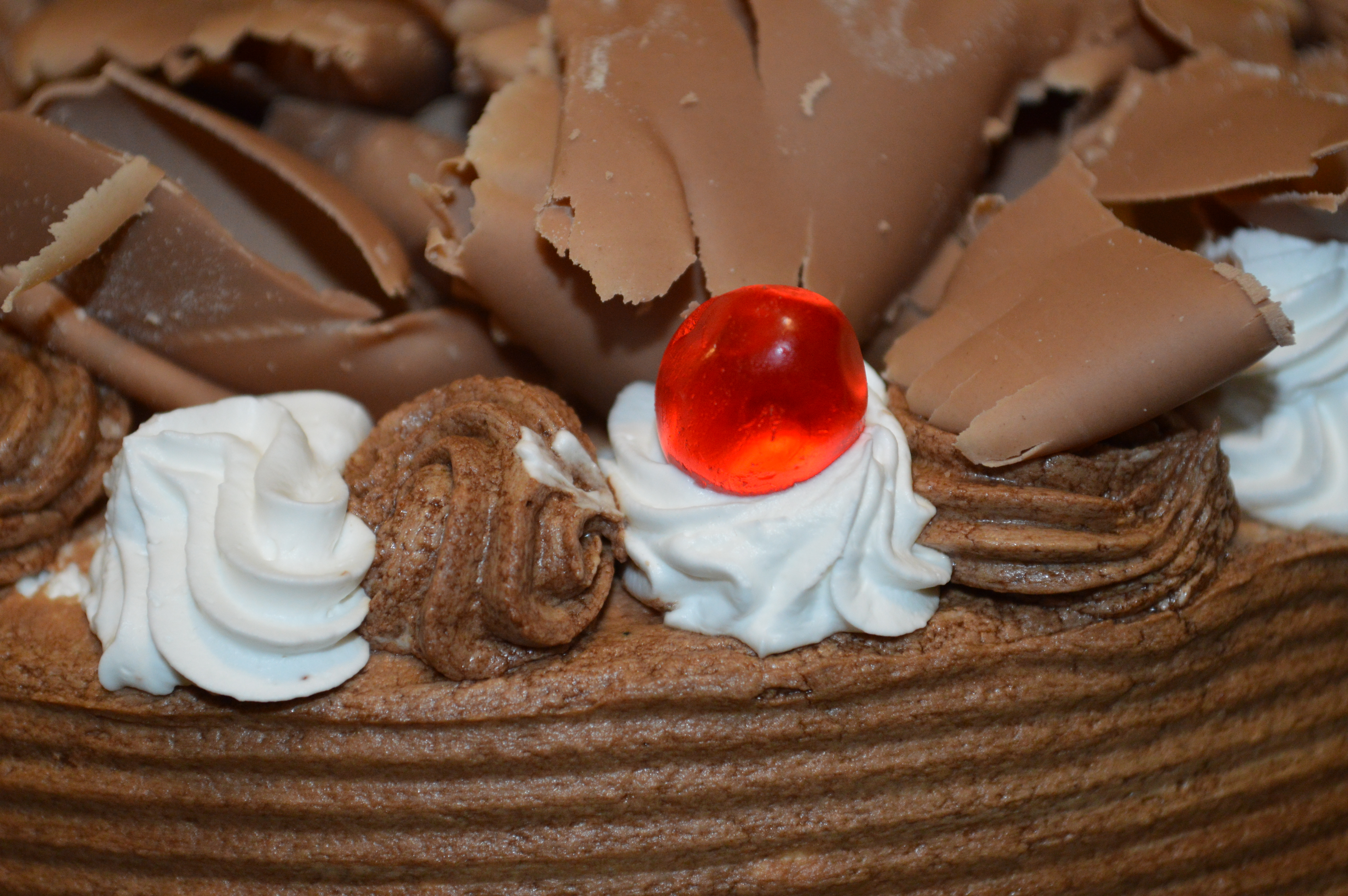
아이싱을 얹은 초콜릿 트러플
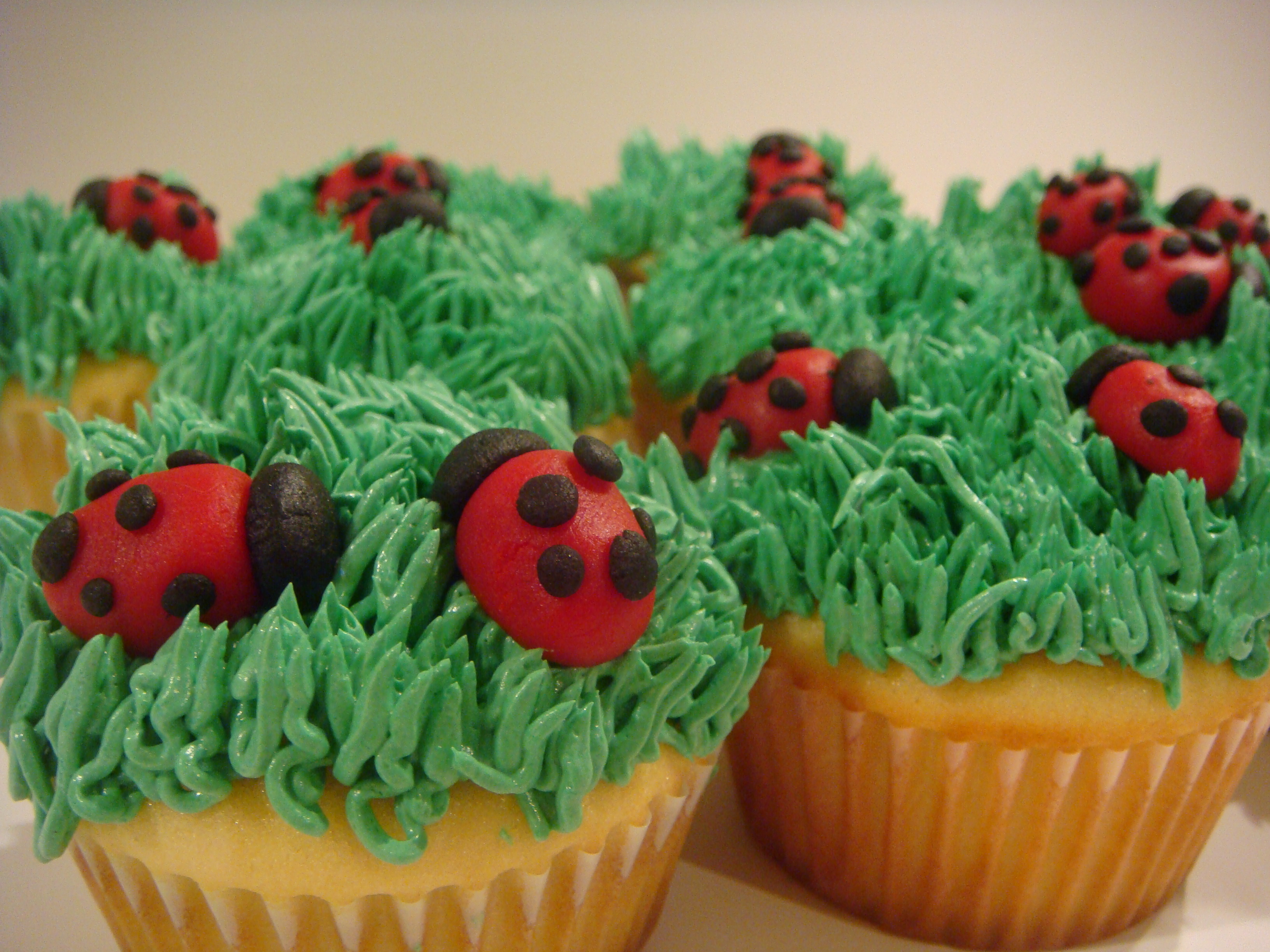
레이디버그 컵케이크
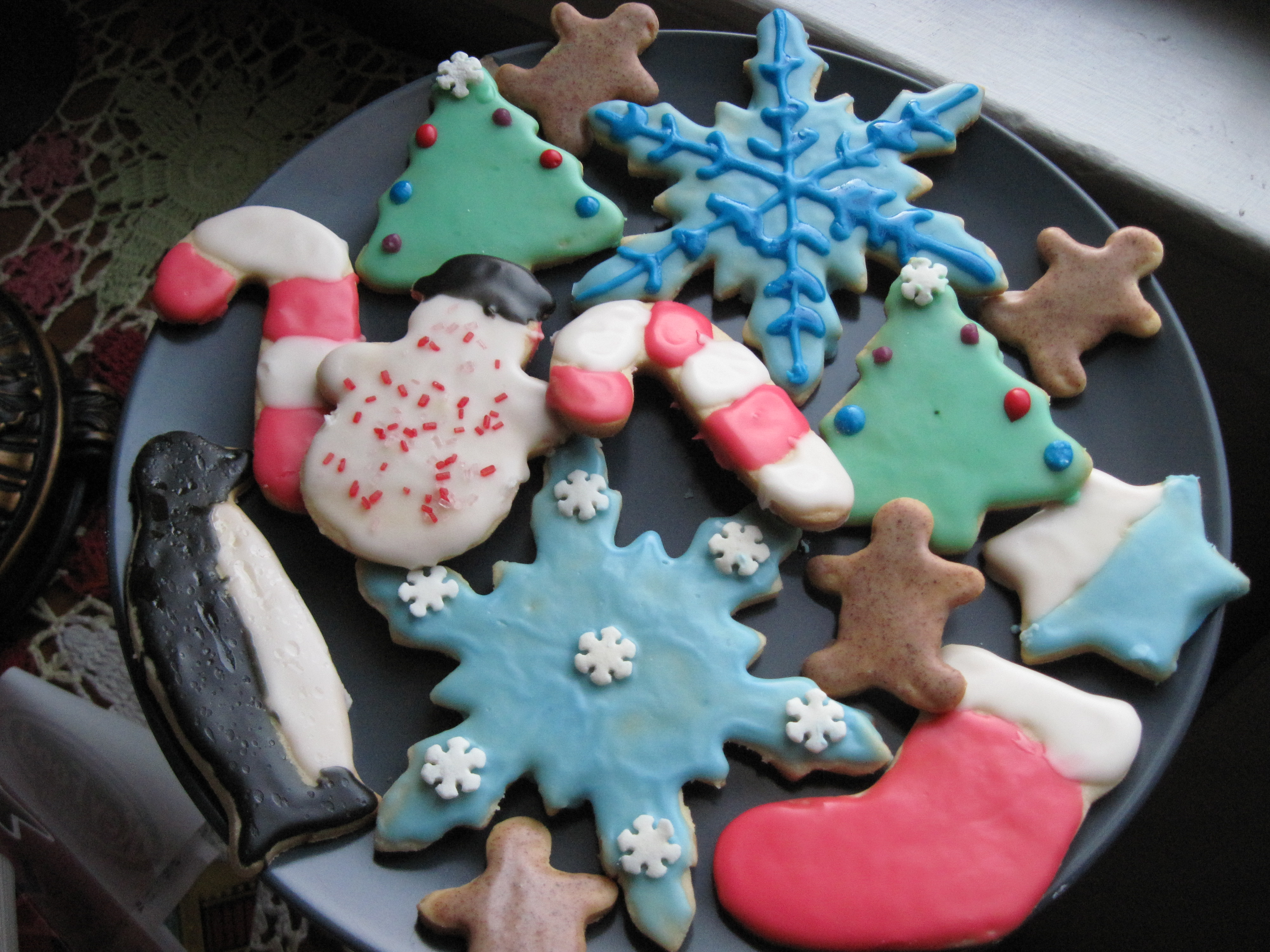
크리스마스 쿠키

## 같이 보기
- 버터크림
- 퐁당
- 가나슈
- 마지팬
- 가루 설탕
- 글레이즈
- 머랭